# Szalay család (kerecseni)

A kerecseni Szaly család címere

A kerecseni Szalay család, egy ősrégi mára már kihalt nemesi Zala megyei család, amely Pozsony vármegyében is virágzott.

## A család története
A nemesi család a zalai Kerecseny településről vezsi az előnevét. A legkorábbi ismert őse kerecseni Szalay János (fl. 1527–1545), királyi tanácsos, Pozsony vármegye főispánja 1527. december 6-a és 1545. június 23-a között, földbirtokos volt. A család alapítója Bornemisza János, Pozsonyi főispán, ki Berzence várában örökösévé tette kerecseni SZalay Jánost, szintén pozsonyi főispánt, aki 1537-ben a pozsonyi káptalan előtt végrendeletet tett bábolnaki Károlyi Imre, ennek két fia György és János és rokona kerecseni Nagy János részére, a kitől a kerecseni Szalay másképp Nagy nevű család származott.
Az egyik fia Szalay Jánosnak, kerecseni Szalay Kelemen (fl. 1536–1568), földbirtokos, akinek a hitvese ghyczi és assa ablanczkürthi Ghyczy Zsuzsanna (fl. 1558–1567) volt. Szalay Kelemenné Ghyczy Zsuzsannának a szülei ghyczi és assa ablanczkürthi Ghyczy Lénárt (fl. 1510–1542), királyi ember, földbirtokos és nádasdi Nádasdy Orsolya voltak; Ghyczy Lénártné Nádasdy Orsolya féltestvére Nádasdy Tamás nádor volt. Szalay Kelemen és Ghyczy Zsuzsanna fia, kerecseni Szalay Bonaventura, akitől született kerecseni Szalay János (fl. 1628–1641), földbirtokos. Szalay János jó házasságot kötött: az akkoriban jómódú köznemesi származású szapári Szapáry családból való özvegy Szelestey Sándorné szapári Szapáry Zsuzsanna (fl. 1628–1641) asszonyt vette el, akinek a szülei szapári Szapáry István (fl. 1554–1625), királyi adófelügyelő, megyei táblabíró, földbirtokos és Fábián Anna voltak; 1620. július 6-án a már nemesi származású szapári Szapáry István érdemei fejében címeres nemeslevelet szerzett II. Ferdinánd magyar királytól.
Szalay János és Szapáry Zsuzsanna frigyéből született: Szalay István, akinek a neje Radostics Zsuzsanna, Szalay Zsófia, akinek az első férje Madarász Márk, majd Szelestey János, Szalay Zsuzsanna, akinek a férje Zarka Mihály, valamint Szalay Katalin (fl. 1667), akinek az első férje Kéry Pál, majd Meszlény Benedek (fl. 1620–1660) Vas vármegye alispánja neje lett. Szalay István és Radostics Zsuzsanna frigyéből a család még pár nemzedékig élt tovább, majd kihalt.

## A család címere
Címere: a pajzs kék udvarában hátulsó lábain ágaskodó kettős farkú oroszlán, első jobb lábával kivont kardot, a ballal üstökénél fogva levágott s vértől csepegő török fejet tart. A pajzs fölötti sisak koronájából szintén hasonló oroszlán emelkedik ki. Foszladék jobbról aranykék, balról ezüstvörös.